# Бруслинівська сільська рада
| Бруслинівська сільська рада — колишній орган місцевого самоврядування у Літинському районі Вінницької області з адміністративним центром у с. Бруслинів. Сільській раді були підпорядковані населені пункти: - с. Бруслинів - с. Вербівка - с. Новоселиця |

## Склад ради
Рада складалася з 16 депутатів та голови.

## Історія
З 22.05.1986 сільрада носила назву Вербівська, в зв'язку з перенесенням центру сільради у с. Вербівка. Рішенням від 14 березня 2006 року Вінницька обласна рада перенесла центр Вербівської сільради у Літинському районі з села Вербівка в село Бруслинів і перейменувала Вербівську сільраду на Бруслинівську.